# Élections départementales françaises de 2015
Des élections départementales se sont déroulées en France les 22 et 29 mars 2015.
Elle permettent afin d'élire l'intégralité des conseillers départementaux, pour la première fois au scrutin binominal majoritaire. À compter de ce scrutin, les « élections départementales » et les « conseils départementaux » remplacent les « élections cantonales » et les « conseils généraux ».
À l'issue du second tour, la gauche, qui détenait jusque-là la majorité des départements, n'est plus majoritaire que dans 30. La droite remporte 27 nouveaux départements et n'en perd qu'un : elle est majoritaire dans 67 départements. Le Front national réussit à faire élire 62 conseillers départementaux mais ne remporte aucun département.

## Mode de scrutin

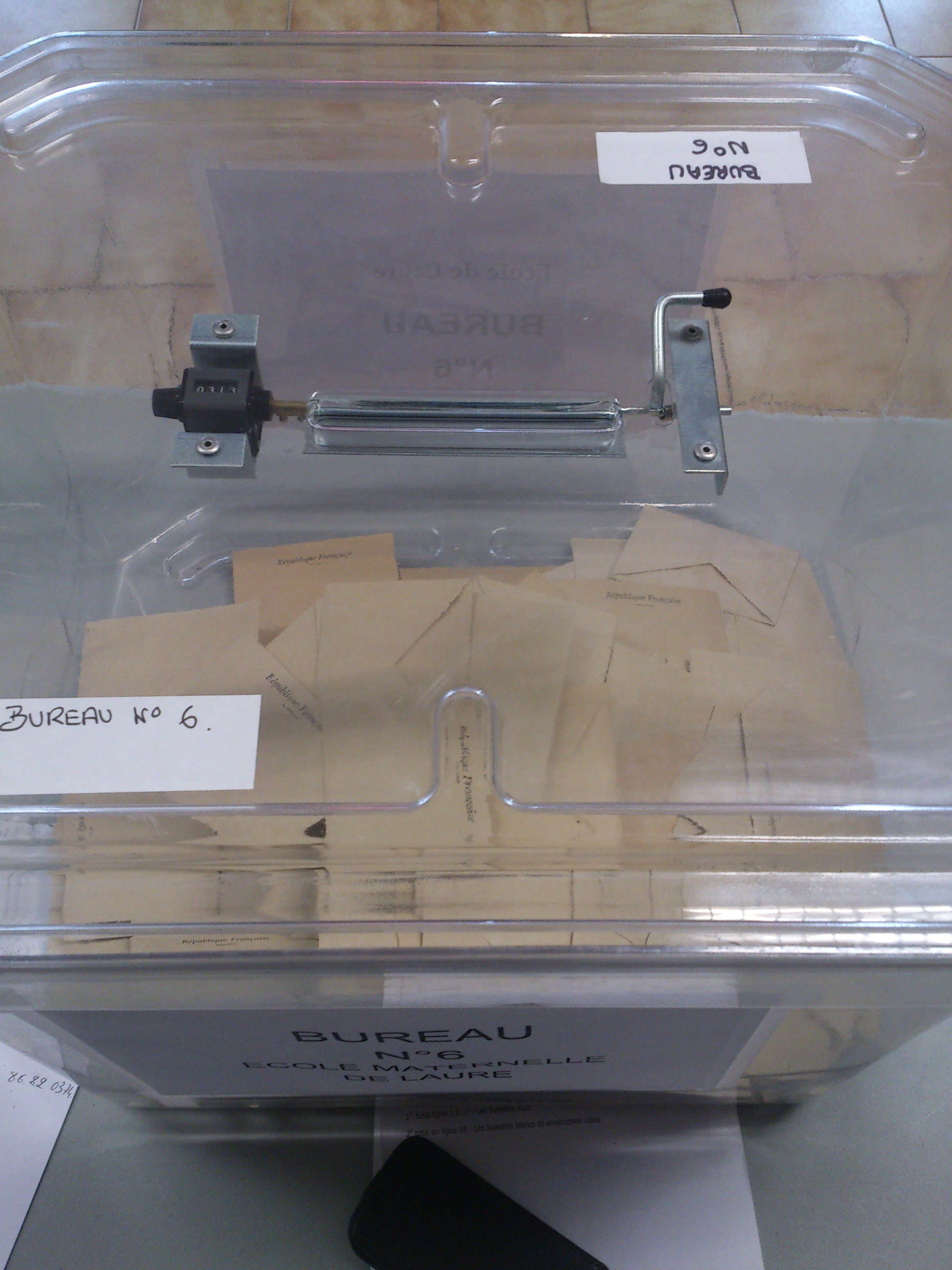
Une urne lors du premier tour, le 22 mars 2015, dans le canton de Marignane (Bouches-du-Rhône).

La loi du 17 mai 2013 relative à l'élection des conseillers départementaux, des conseillers municipaux et des conseillers intercommunaux et modifiant le calendrier électoral a modifié l'appellation des conseils généraux et leur mode d'élection.
Le scrutin a toujours lieu au suffrage majoritaire à deux tours, mais les conseils sont désormais renouvelés intégralement (et non plus par moitié) et le scrutin devient binominal et paritaire : les candidatures sont présentées sous la forme d'un binôme composé d'une femme et d'un homme avec leurs suppléants (une femme et un homme également). Pour être élu au premier tour, un binôme doit obtenir au moins la majorité absolue des suffrages exprimés et un nombre de suffrages égal à au moins 25 % des électeurs inscrits. Si aucun binôme n'est élu au premier tour, peuvent se présenter au second tour les binômes qui ont obtenu un nombre de suffrages au moins égal à 12,5 % des électeurs inscrits. Est élu au second tour le binôme qui obtient le plus grand nombre de voix.
Pour permettre l'organisation du scrutin binominal, un redécoupage des cantons a été effectué entre les 13 et 26 février 2014. Il y a désormais 2 054 cantons et ceux-ci sont découpés de manière à assurer que, dans chaque département, les cantons aient approximativement la même population (ce qui n'était pas toujours le cas dans les découpages antérieurs).
Plusieurs territoires ne sont pas concernés par ces élections départementales :
- la ville de Paris, qui est à la fois une commune et un département, dont le conseil de Paris est élu lors des élections municipales.
- la métropole de Lyon créé au 1er janvier 2015, qui exerce les compétences d'un département, dont le conseil métropolitain est issu du conseil du Grand Lyon élu lors des élections municipales.
- la Guyane et la Martinique où le conseil général sera remplacé par une collectivité territoriale unique dont le conseil sera élu en décembre 2015, en même temps que les conseils régionaux[5].
- les collectivités d'outre-mer (Polynésie française, Saint-Pierre-et-Miquelon, Saint-Martin et Saint-Barthélemy) et la Nouvelle-Calédonie.

Par ailleurs, le conseil départemental de Mayotte exerce également les compétences d'un conseil régional.
Le report de ces élections départementales, à décembre 2015, est un temps envisagé mais elles sont finalement découplées des élections régionales qui ont lieu en décembre 2015.

## Campagne

### Compétences des départements
La campagne des départementales a lieu alors qu'est débattu au Parlement le projet de loi « NOTRe » qui prévoit de modifier les compétences des différentes collectivités territoriales. Le projet envisage notamment de supprimer la clause de compétence générale des départements et de réduire leurs compétences au profit des régions.
La droite critique ainsi le fait que les électeurs sont appelés à se prononcer alors que les compétences des élus pour lesquels ils votent ne sont pas encore clairement définies dans la loi.
L'Assemblée des départements de France critique le projet de loi, qu'elle qualifie de « dévitalisation des départements ».
En 2014, le Premier ministre Manuel Valls avait par ailleurs annoncé la suppression des départements en 2021. Il a depuis annoncé que cette suppression ne toucherait finalement pas les départements ruraux.

### Financement
Plusieurs élus critiquent la baisse des dotations que l'État verse aux départements alors même que leurs dépenses, liées aux politiques sociales dont ils ont la compétence, sont en hausse du fait de la crise. Des conseils départementaux envisagent des restructurations de service ou des suppressions de postes.

### Alliances à gauche
Après la sortie d'EÉLV du gouvernement, ces élections départementales sont l'objet d'alliances fréquentes entre les écologistes et le Front de gauche alors que ces partis s'alliaient plus fréquemment avec le PS précédemment.
Ainsi, alors que lors des élections municipales de 2014 le PCF présentait 60 % de listes communes avec le PS, il n'a plus que 5 % de binômes communs pour les départementales. 43 % des candidatures d'EÉLV sont communes avec le Front de gauche, contre 18 % avec le PS et 36 % de candidatures autonomes.

#### Contestations de la classification du ministère de l'Intérieur
Après l'annonce des résultats du premier tour, le Front de gauche et les écologistes, alliés dans de nombreux cantons, contestent les totaux nationaux publiés par le ministère de l'Intérieur qui les placent à environ 6 et 2 % : ils accusent le ministère d'avoir profité de cette stratégie d'alliance et notamment de l'asymétrie des alliances écologistes (l'aile gauche s'alliant généralement avec le FG et l'aile droite préférant le PS) pour placer une grande partie des binômes communs FG-EELV sous l'étiquette divers gauche et ainsi les exclure du score des deux partis. Ainsi, le Front de gauche revendique un score de 9,4 % au niveau national pour lui et ses alliés et souligne que, dans les seuls cantons où il se présente, le score moyen est de 13,6 %,,,,. Certains médias contestent eux aussi les totaux publiés par le ministère,,,,.

### Poids du FN
Le score potentiel du Front national est l'objet de nombreux commentaires. Le parti de Marine Le Pen est arrivé en tête lors des élections européennes de 2014 et de nombreux sondages le placent de nouveau en première position pour ces élections départementales. Il pourrait gagner des élus, notamment dans le Sud-Est et en Picardie, voire un département (le Vaucluse ou l'Aisne sont fréquemment cités),.

### Profil des candidats

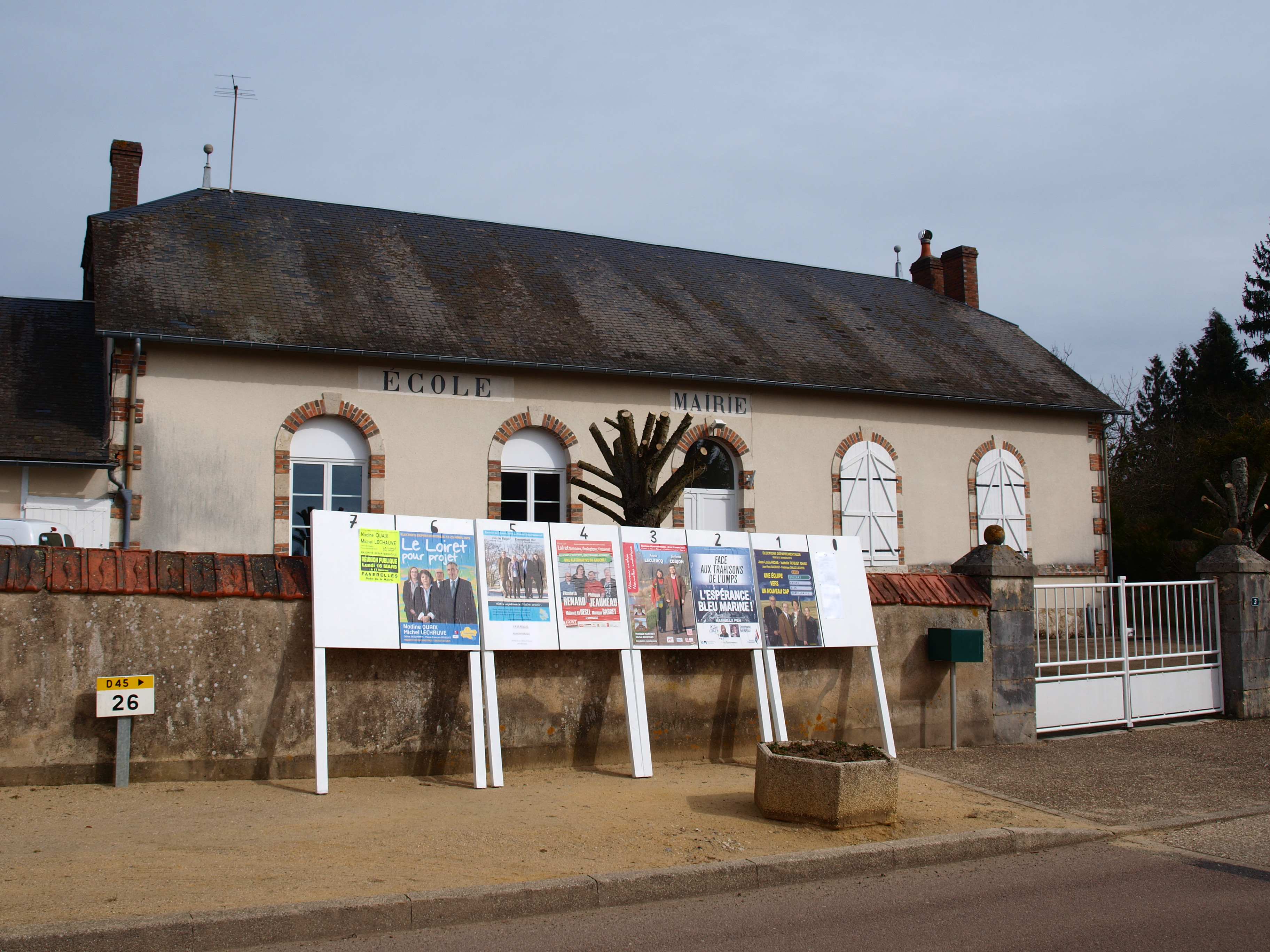
Panneaux électoraux dans le canton de Gien (Loiret).

Du fait du nouveau mode de scrutin, la moitié des conseillers départementaux élus seront des femmes, contre seulement 13 % dans les conseils généraux sortants. On note également, dès le dépôt des candidatures, un renouvellement assez important puisque 2 200 des 18 193 candidats sont des élus sortants : dans tous les cas, après les élections, au moins 50 % des élus seront de nouveaux élus, contre 60 à 70 % habituellement.
Sur le plan socio-professionnel, 35,3 % des candidats sont salariés ou retraités de la fonction publique, soit une part de 15 points supérieure à leur proportion dans l’ensemble de la population. On note des différences considérables entre les partis : 51,5 % des candidats du Front de gauche sont issus du secteur public, 50,8 % au Parti socialiste et 43,7 % chez Europe Écologie-Les Verts mais 26,7 % pour l’UMP et seulement 16,6 % pour le Front national. Cette surreprésentation des fonctionnaires dans les binômes présentés par les partis de gauche est causée principalement par la part des enseignants (15,4 % chez EÉLV, 11,9 % au PS, 9,4 % au Front de gauche).
Enfin, peu de parlementaires ont décidé de se présenter : on compte 61 députés candidats et 46 sénateurs, alors que parmi les conseillers généraux sortants se trouvent 101 députés et 94 sénateurs.

### Incidents
Un certain nombre de candidats FN sont remarqués pour leurs propos antisémites, racistes, islamophobes, homophobes ou violents. Le Huffington Post recense ainsi une centaine de propos polémiques par des candidats FN à travers la France,. Ces propos sont qualifiés de « dérapages esthétiques » par Jean-Marie Le Pen et de « cas isolés » par Marine Le Pen.
Plusieurs personnes sont agressées physiquement lors de la campagne. C'est notamment le cas d'une militante du Parti communiste à Bobigny, d'un candidat PS à Metz, de militants du FN à Vélizy, Elbeuf et Crès, et de candidats du FN à Savigny-le-Temple et Sartrouville. Après cette dernière agression, le vice-président du Front national Florian Philippot estime que ces événements sont la conséquence d'une « hystérie d'État » créée par le gouvernement à l'encontre de son parti. Le secrétaire général du FN, Nicolas Bay, y voit une conséquence du « climat d'agressivité » instauré par le premier ministre. Le 25 mars, entre les deux tours, la mairie de Hénin-Beaumont, dirigée par le maire FN Steeve Briois, est victime d'une tentative d'incendie et des tags menaçant de mort l'élu sont découverts,.
À la suite d'un tweet de SOS Racisme, lors du premier tour, enjoignant aux électeurs du FN d'inscrire une croix sur leurs bulletins de vote, les rendant ainsi invalides, le FN a annoncé porter plainte contre cette association. Lors du second tour, SOS Racisme récidive en incitant les électeurs du FN à dessiner un cœur sur leurs bulletins, entraînant la même réaction du FN.
Dans la journée du second tour, l'humoriste Jean Roucas, sympathisant déclaré du Front National, dénonce dans un tweet les divers incidents qui ont visé des candidats FN pendant la campagne et conclut « Valls et ses SA en action. Heil Hollande ! », il sera renvoyé pour cela du Théâtre des Deux Ânes où il se produisait.
Quatre Femen font irruption devant le bureau de vote d'Hénin-Beaumont afin de chahuter Marine Le Pen et manifestent seins nus en brandissant des pancartes « Je suis fasciste », pastichant le slogan « Je suis Charlie ». Certaines arborent également une petite moustache dessinée sur le visage, en référence à Adolf Hitler. Elles n'ont cependant pas croisé la présidente du FN, arrivée une demi-heure plus tard.

### Stratégies de second tour

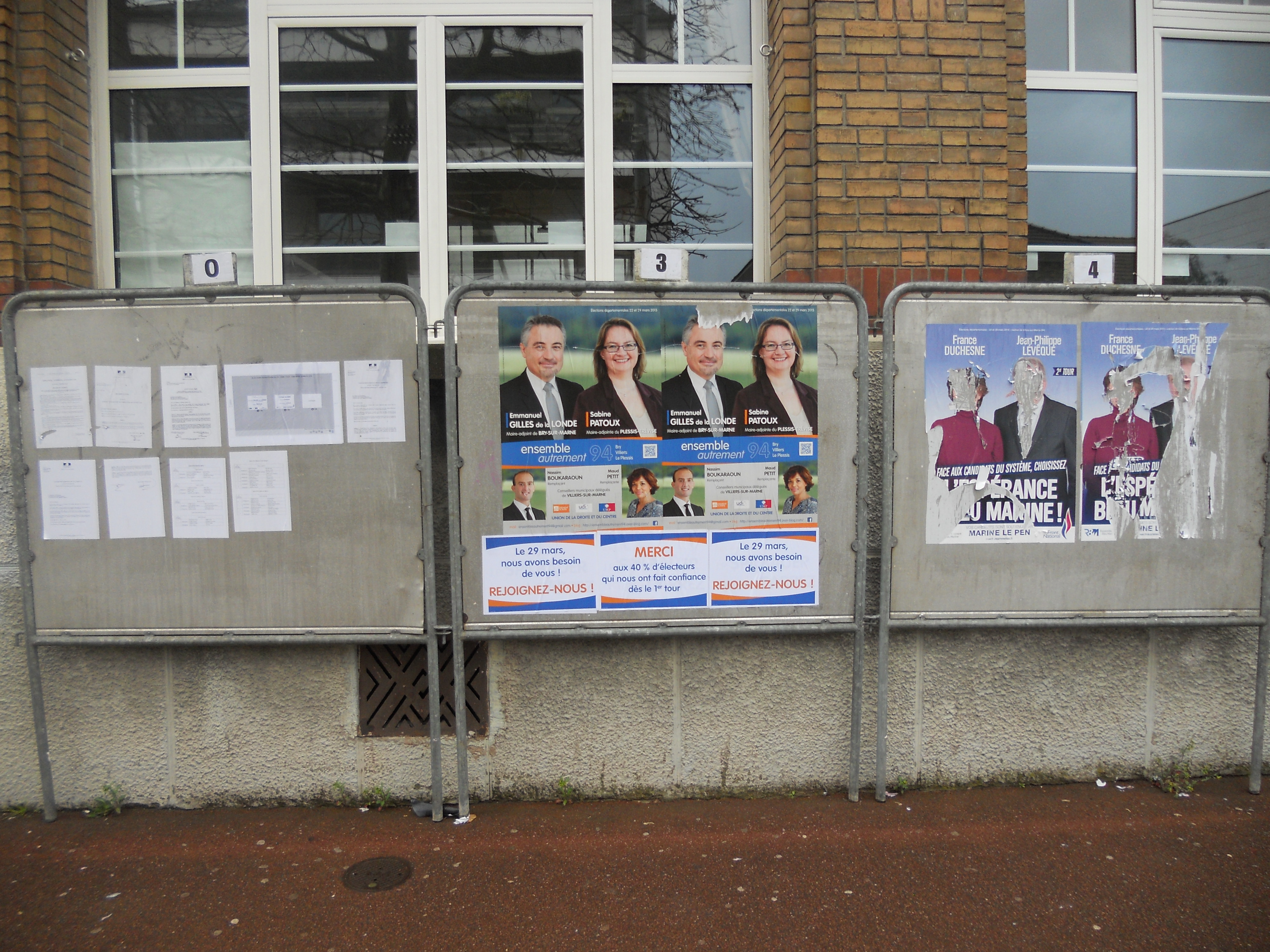
Panneaux électoraux du second tour dans le canton de Villiers-sur-Marne (Val-de-Marne). Le scrutin y oppose l'union de la droite (UMP, UDI et Modem) au Front national. C'est notamment dans un tel cas de figure que les partis de gauche appellent au « front républicain ».

À l'issue du premier tour et dans les cas de triangulaire, le Parti socialiste a appelé ses candidats qualifiés en troisième position à se retirer pour réduire le risque d'élection de candidats FN. Cette consigne n'est suivie que dans 21 des 88 triangulaires où le candidat socialiste est arrivé troisième. Le PS, EÉLV et le Front de gauche s'entendent dans certains départements pour se désister en faveur du binôme de gauche le mieux placé (par exemple en Seine-Saint-Denis ou en Seine-et-Marne).
À droite en revanche, la consigne est au maintien. Nicolas Sarkozy, président de l'UMP, impose la règle du « ni-ni » : en cas de duel entre un candidat PS et un candidat FN, il appelle à ne voter ni pour l'un, ni pour l'autre, et menace d'exclusion les candidats UMP arrivés en troisième position et qui se retireraient. Le Front national se maintient également à l'exception notable du canton de Bollène où il se retire au profit de la Ligue du Sud et contre le PS dans un département qu'il espère remporter.

## Sondages

### Premier tour
Ci-dessous figure la liste des intentions de vote nationales. Les intentions de vote dans les départements spécifiquement sondés peuvent se trouver dans la page qui leur est consacrée.
| Organisme de sondage | Date                   | Échantillon | LO et NPA | FG   | EELV | PS, PRG et alliés | MoDem | UDI        | UMP et alliés | FN - RBM et alliés | Autres |
| -------------------- | ---------------------- | ----------- | --------- | ---- | ---- | ----------------- | ----- | ---------- | ------------- | ------------------ | ------ |
| Organisme de sondage | Date                   | Échantillon |           |      |      |                   |       |            |               |                    |        |
| Odoxa                | 11 et 12 décembre 2014 | 1 002       | 2 %       | 9 %  | 7 %  | 17 %              | 5 %   | 7 %        | 25 %          | 28 %               | –      |
| Odoxa                | 27 janvier 2015        | 1 015       | 1 %       | 10 % | 7 %  | 20 %              | 6 %   | 7 %        | 23 %          | 26 %               | –      |
| BVA                  | 29 et 30 janvier 2015  | 1 044       | 2 %       | 9 %  | 7 %  | 18 %              | 8 %   | 5 %        | 25 %          | 26 %               | –      |
| Ifop                 | 11 et 13 février 2015  | 900         | 2 %       | 7 %  | 6 %  | 21 %              | 6 %   | 27 %       | 27 %          | 29 %               | 2 %    |
| Ifop                 | 19 et 20 février 2015  | 918         | 2 %       | 6 %  | 7 %  | 20 %              | –     | 28 %       | 28 %          | 30 %               | 7 %    |
| Odoxa                | 26 et 27 février 2015  | 807         | 2 %       | 9 %  | 4 %  | 19 %              | –     | 27 %       | 27 %          | 33 %               | 6 %    |
| CSA                  | 2 et 4 mars 2015       | 965         | –         | 6 %  | 2 %  | 21 %              | 5 %   | 5 %        | 25 %          | 29 %               | 12 %   |
| Opinion Way          | 3 et 5 mars 2015       | 977         | –         | 7 %  | 2 %  | 21 %              | –     | 29 %       | 29 %          | 28 %               | 13 %   |
| Harris Interactive   | 3 et 5 mars 2015       | 1 030       | 1 %       | 6 %  | 4 %  | 21 %              | 3 %   | 28 %       | 28 %          | 30 %               | 7 %    |
| Odoxa                | 5 et 6 mars 2015       | 880         | 1 %       | 8 %  | 4 %  | 20 %              | –     | 29 %       | 29 %          | 31 %               | 7 %    |
| Harris Interactive   | 10 et 11 mars 2015     | 1 020       | 0,5 %     | 7 %  | 3 %  | 26 %              | 0,5 % | 32 %       | 32 %          | 29 %               | 2 %    |
| Ifop                 | 11 et 13 mars 2015     | 1 473       | –         | 6 %  | 3 %  | 19 %              | –     | 29 %       | 29 %          | 30 %               | 13 %   |
| Ipsos                | 16 et 17 mars 2015     | 1 038       | –         | 7 %  | 2 %  | 21 % (26%)        | 0,5%  | 30 % (34%) | 30 % (34%)    | 29 %               | 1,5 %  |
| CSA                  | 16 au 18 mars 2015     | 979         | –         | 7 %  | 3 %  | 20 %              | –     | 27 %       | 27 %          | 28 %               | 15 %   |
| Harris Interactive   | 17 et 18 mars 2015     | 1 015       | –         | 7 %  | 2 %  | 19 %              | 1 %   | 28 %       | 28 %          | 29 %               | 14 %   |
| Opinion Way          | 17 au 19 mars 2015     | 2 274       | –         | 6 %  | 3 %  | 22 %              | 0,5 % | 29 %       | 29 %          | 29 %               | 10,5 % |
| Ifop                 | 18 et 19 mars 2015     | 1 132       | –         | 6 %  | 3 %  | 20 %              | 29 %  | 29 %       | 29 %          | 30 %               | 12 %   |

### Second tour
D'après un sondage, dans les cantons confrontés à un duel UMP-PS, le PS pourrait bénéficier d'un report de vote des autres partis de gauche. D'après ce même sondage, l'UMP bénéficierait d'un report de vote du PS (57 %) en cas de duel UMP-FN et d'un report de voix du FN (43 %) en cas de duel UMP-PS. Enfin, le PS et le FN bénéficieraient à parts égales (27 %) du report de voix de l'UMP en cas de duel PS-FN.

## Résultats

### Résultats nationaux
| Nuance du binôme ou coalition | Nuance du binôme ou coalition              | Premier tour | Premier tour | Premier tour | Second tour | Second tour | Second tour | Total | Total |  |
| Nuance du binôme ou coalition | Nuance du binôme ou coalition              | Voix         | %            | Sièges       | Voix        | %           | Sièges      | Total | Total |  |
| ----------------------------- | ------------------------------------------ | ------------ | ------------ | ------------ | ----------- | ----------- | ----------- | ----- | ----- |  |
|                               | Union de la droite (UD)                    | 4 256 293    | 20,89        | —            | 5 102 355   | 27,61       | —           | —     |       |  |
|                               | Divers droite (DVD)                        | 1 386 638    | 6,81         | 115          | 1 278 569   | 6,92        | 784         | 899   |       |  |
|                               | Union pour un mouvement populaire (UMP)    | 1 337 267    | 6,56         | 74           | 1 596 839   | 8,64        | 1 006       | 1 080 |       |  |
|                               | Union des démocrates et indépendants (UDI) | 263 033      | 1,29         | 30           | 247 750     | 1,34        | 334         | 364   |       |  |
|                               | Debout la France (DLF)                     | 81 981       | 0,40         | 0            | 9 797       | 0,05        | 1           | 1     |       |  |
|                               | Mouvement démocrate (MoDem)                | 72 410       | 0,36         | 1            | 48 038      | 0,26        | 47          | 48    |       |  |
|                               | Union du centre (UC)                       | 58 985       | 0,29         | —            | 39 078      | 0,21        | —           | —     |       |  |
|                               | Droite                                     | 7 456 607    | 36,60        | 230          | 8 322 426   | 45,03       | 2 166       | 2 396 |       |  |
|                               |                                            |              |              |              |             |             |             |       |       |  |
|                               | Parti socialiste (PS)                      | 2 704 618    | 13,28        | 29           | 2 967 482   | 16,06       | 925         | 954   |       |  |
|                               | Union de la gauche (UG)                    | 1 667 509    | 8,19         | —            | 1 679 890   | 9,09        | —           | —     |       |  |
|                               | Divers gauche (DVG)                        | 1 383 276    | 6,79         | 27           | 828 450     | 4,48        | 376         | 403   |       |  |
|                               | Front de gauche (FG)                       | 962 384      | 4,72         | 1            | 266 896     | 1,44        | 18          | 19    |       |  |
|                               | Europe Écologie Les Verts (EÉLV)           | 412 729      | 2,03         | 0            | 29 888      | 0,16        | 35          | 35    |       |  |
|                               | Parti communiste français (PCF)            | 269 205      | 1,32         | 5            | 100 413     | 0,54        | 116         | 121   |       |  |
|                               | Parti radical de gauche (PRG)              | 62 370       | 0,31         | 4            | 64 110      | 0,35        | 59          | 63    |       |  |
|                               | Parti de gauche (PG)                       | 12 027       | 0,06         | 0            | 2 498       | 0,01        | 2           | 2     |       |  |
|                               | Gauche                                     | 7 474 118    | 36,70        | 66           | 5 939 627   | 32,13       | 1 533       | 1 597 |       |  |
|                               |                                            |              |              |              |             |             |             |       |       |  |
|                               | Front national (FN)                        | 5 142 241    | 25,24        | 8            | 4 107 891   | 22,23       | 54          | 62    |       |  |
|                               | Extrême droite (EXD)                       | 13 382       | 0,07         | 0            | 12 851      | 0,07        | 4           | 4     |       |  |
|                               | Extrême droite                             | 5 155 623    | 25,31        | 8            | 4 120 742   | 22,30       | 58          | 66    |       |  |
|                               |                                            |              |              |              |             |             |             |       |       |  |
|                               | Divers (DIV)                               | 270 854      | 1,33         | 4            | 98 781      | 0,53        | 45          | 49    |       |  |
|                               |                                            |              |              |              |             |             |             |       |       |  |
|                               | Extrême gauche (EXG)                       | 14 723       | 0,07         | 0            | —           | —           | 0           | 0     |       |  |
|                               |                                            |              |              |              |             |             |             |       |       |  |
| Suffrages exprimés            | Suffrages exprimés                         | 20 371 925   | 95,11        |              | 18 481 576  | 91,68       |             |       |       |  |
| Votes blancs                  | Votes blancs                               | 704 436      | 3,29         | 1 153 238    | 5,72        |             |             |       |       |  |
| Votes nuls                    | Votes nuls                                 | 342 731      | 1,60         | 524 384      | 2,60        |             |             |       |       |  |
| Total                         | Total                                      | 21 419 092   | 100          | 308          | 20 159 198  | 100         | 3 802       | 4 108 |       |  |
| Abstentions                   | Abstentions                                | 21 274 751   | 49,83        |              | 20 175 169  | 50,02       |             |       |       |  |
| Inscrits / participation      | Inscrits / participation                   | 42 693 843   | 50,17        | 40 334 367   | 49,98       |             |             |       |       |  |

### Analyse
Lors du premier tour, les candidats soutenus par des partis de droite ou étiquetés divers droite sont arrivés en tête respectivement dans 829 cantons (40,38 % des cantons) et 197 cantons (9,60 %). Ceux soutenus par des partis de gauche ou étiquetés divers gauche sont arrivés en tête respectivement dans 530 cantons (25,82 % des cantons) et 90 cantons (4,38 %). Enfin, les candidats soutenus par le Front national sont arrivés en tête dans 343 cantons, soit 16,71 % des cantons.
Les résultats ont conduit à l'élection dès le premier tour de 149 binômes soit 220 élus de droite, 64 de gauche et 8 du Front national.
Les candidats avaient jusqu'au mardi 24 mars 16 heures pour déposer leur candidature pour le second tour. En fonction des désistements, celui-ci verra se dérouler :
- 13 scrutins où un seul binôme reste en lice ;
- 1 614 duels dont 682 entre la droite et la gauche et 538 entre la droite et l'extrême-droite ;
- 278 triangulaires.

Béatrice Giblin, directrice de la revue Hérodote, professeure de géopolitique à l’université de Paris-VIII, relativise la victoire de la droite aux élections départementales en rappelant que la gauche avait seulement 23 départements dans les années 1990 avant d'atteindre progressivement mais récemment les 61 conseils généraux et 21 conseils régionaux, soulignant que dans de nombreux cas, la droite récupérait d’anciens bastions comme l'Isère ou les Pyrénées-Atlantiques.
À noter que la gauche disparaît totalement de trois assemblées départementales : la Haute-Savoie, le Var et les Yvelines.

#### Résultats des alliances
La présentation des résultats par le ministère de l'Intérieur a fait l'objet de plusieurs controverses, notamment parce qu'il ne restitue pas fidèlement les contours des alliances formées entre les différents partis. Laurent de Boissieu recense notamment 342 binômes soutenus à la fois par le Front de gauche et par Europe Écologie Les Verts - c'est plus que les binômes MoDem, UDI ou d'union entre ces deux partis, qui ont pourtant été comptés séparément - qui ont tous été classés par le Ministère dans la nuance « divers gauche » et on rassemblé, à l'échelle nationale, 2,4 % des suffrages exprimés et obtenu 24 élus.
Les résultats du premier tour présentés par le Ministère de l'Intérieur sont également remis en question par un groupe de chercheurs en science politique, réunis dans le groupe de travail « Futur des études électorales » (FEEL) constitué au sein de l'Association française de science politique, qui donne sa version des résultats :
| Partis ou alliances                                                                            | Résultats (%) | Nombre de cantons |
| ---------------------------------------------------------------------------------------------- | ------------- | ----------------- |
| Extrême gauche                                                                                 | 0,1           | 41                |
| Front de gauche                                                                                | 5,5           | 1 075             |
| Front de gauche - Europe Écologie Les Verts                                                    | 2,8           | 427               |
| Europe Écologie Les Verts                                                                      | 1,9           | 362               |
| Parti socialiste - Parti communiste français                                                   | 1,3           | 98                |
| Parti socialiste - Europe Écologie Les Verts                                                   | 3,0           | 204               |
| Parti socialiste - Parti communiste français - Europe Écologie Les Verts                       | 0,4           | 22                |
| Parti socialiste - Parti radical de gauche                                                     | 20,1          | 1 525             |
| Divers gauche                                                                                  | 1,8           | 270               |
| Régionalistes                                                                                  | 0,5           | 59                |
| Écologistes divers                                                                             | 0,1           | 17                |
| Divers                                                                                         | 0,4           | 113               |
| Union pour un mouvement populaire - Union des démocrates et indépendants - Mouvement démocrate | 33,3          | 1 926             |
| Divers droite                                                                                  | 2,9           | 389               |
| Debout la France                                                                               | 0,4           | 156               |
| Front national                                                                                 | 25,7          | 1 897             |
| Extrême droite                                                                                 | 0,1           | 21                |

#### Reports de voix entre les deux tours
Les études conduites sur les reports de voix entre les deux tours font apparaître un report plus fréquent des électeurs FN vers la droite que vers la gauche en cas de second tour opposant droite et gauche, et un report plus fréquent de la droite vers le FN que de la gauche vers le FN en cas de second tour opposant FN et droite ou gauche.
D'après une enquête de l'institut OpinionWay conduite le jour du second tour auprès de 7379 individus, les reports de voix entre partis de gauche, partis de droite et FN, en fonction des configurations, se répartissent de la façon suivante :
En cas de « duel gauche-droite » au second tour, 65 % des électeurs ayant voté FN au premier tour se reportent sur les candidats de droite, 13 % sur les candidats de gauche et 22 % s’abstiennent ;
En cas de « duel gauche-FN » au second tour, 29 % des électeurs ayant voté UMP/UDI au premier tour se reportent sur les candidats de gauche, 27 % sur les candidats FN et 44 % s'abstiennent ;
En cas de « duel droite-FN » au second tour, 58 % des électeurs ayant voté « PS et alliés » au premier tour se reportent sur les candidats de droite, 5 % sur les candidats FN et 37 % s'abstiennent. Les électeurs ayant voté EELV ou divers gauche au premier tour suivent globalement la même tendance, mais chez ceux ayant voté Front de gauche, le rapport entre report sur les candidats de droite et abstention est inversé.
Les chercheurs Martial Foucault et Jean Chiche livrent pour leur part une estimation des reports de voix selon la configuration du second tour :
En cas de « duel gauche-droite » au second tour, 46,4 % des électeurs ayant voté FN au premier tour se reportent sur les candidats de droite, 30,5 % sur les candidats de gauche et 23,1 % s’abstiennent ;
En cas de « duel gauche-FN » au second tour, 56,9 % des électeurs ayant voté pour des candidats de droite au premier tour se reportent sur les candidats de gauche, 27,5 % sur les candidats FN et 15,6 % s'abstiennent ;
En cas de « duel droite-FN » au second tour, 67,1 % des électeurs ayant voté pour des candidats de gauche au premier tour se reportent sur les candidats de droite, 2,2 % sur les candidats FN et 30,7 % s'abstiennent.

### Présidents de département élus
|        |  |       | Sortantes | Sortantes | Élues | Élues |
| ------ |  | ----- | --------- | --------- | ----- | ----- |
| Gauche |  | PCF   | 2         | 57        | 1     | 30    |
| Gauche |  | PS    | 48        | 57        | 26    | 30    |
| Gauche |  | DVG   | 3         | 57        | 0     | 30    |
| Gauche |  | PRG   | 4         | 57        | 3     | 30    |
| Divers |  | SE    | 0         | 0         | 1     | 1     |
| Droite |  | MoDem | 0         | 41        | 1     | 67    |
| Droite |  | UDI   | 13        | 41        | 14    | 67    |
| Droite |  | DVD   | 4         | 41        | 7     | 67    |
| Droite |  | UMP   | 24        | 41        | 44    | 67    |
| Droite |  | CCB   | 0         | 41        | 1     | 67    |

L'élection des présidents des conseils départementaux a lieu le 2 avril 2015. Elle a lieu à la majorité absolue des membres du conseil aux deux premiers tours de scrutin, à la majorité relative au troisième tour. En cas d'égalité au troisième tour de scrutin, le candidat le plus âgé est élu.
Globalement, les familles politiques arrivées en tête au soir des élections ont fait élire leur candidat à la tête du département, sauf pour quelques exceptions :
- en Tarn-et-Garonne, un candidat sans étiquette a été élu avec le soutien de la droite, alors que la majorité des conseillers élus est de gauche ;
- dans le Lot, le président sortant, socialiste dissident, a été élu face au candidat officiellement soutenu par le parti ;
- en Corse-du-Sud, le président sortant a été battu par un candidat bonapartiste au bénéfice de l'âge, à la suite d'une rébellion au sein de la majorité ;
- en Vaucluse, le candidat de droite a été élu au troisième tour au bénéfice de l'âge, droite et gauche disposant de 12 sièges chacun.

Par ailleurs, dans le Gard, la gauche, qui ne disposait que d'une majorité relative, a remporté la présidence.
Malgré le renforcement des règles de parité dans le mode de scrutin, si sur les 4 333 conseillers départementaux (en incluant Paris, la Guyane et la Martinique), 2 145 sont des femmes, soit 49,5 %, seules 10 femmes sont élues à la présidence d'un département à l'issue de ces élections (Bouches-du-Rhône, Creuse, Doubs, Finistère, Lozère, Pyrénées-Orientales, Guadeloupe et La Réunion, outre Paris et, avant décembre 2015, Martinique) dont trois étaient précédemment, présidentes du conseil général.
| Département             | Président sortant            | Parti | Parti | Président élu                          | Parti                                  | Parti                                  |
| ----------------------- | ---------------------------- | ----- | ----- | -------------------------------------- | -------------------------------------- | -------------------------------------- |
| Ain                     | Rachel Mazuir                |       | PS    | Damien Abad                            |                                        | UMP                                    |
| Aisne                   | Yves Daudigny                |       | PS    | Nicolas Fricoteaux                     |                                        | UDI                                    |
| Allier                  | Jean-Paul Dufrègne           |       | PCF   | Gérard Dériot                          |                                        | UMP                                    |
| Alpes-de-Haute-Provence | Gilbert Sauvan               |       | PS    | Gilbert Sauvan                         |                                        | PS                                     |
| Hautes-Alpes            | Michel Roy                   |       | UMP   | Jean-Marie Bernard                     |                                        | UMP                                    |
| Alpes-Maritimes         | Éric Ciotti                  |       | UMP   | Éric Ciotti                            |                                        | UMP                                    |
| Ardèche                 | Hervé Saulignac              |       | PS    | Hervé Saulignac                        |                                        | PS                                     |
| Ardennes                | Benoît Huré                  |       | UMP   | Benoît Huré                            |                                        | UMP                                    |
| Ariège                  | Henri Nayrou                 |       | PS    | Henri Nayrou                           |                                        | PS                                     |
| Aube                    | Philippe Adnot               |       | DVD   | Philippe Adnot                         |                                        | DVD                                    |
| Aude                    | André Viola                  |       | PS    | André Viola                            |                                        | PS                                     |
| Aveyron                 | Jean-Claude Luche            |       | UDI   | Jean-Claude Luche                      |                                        | UDI                                    |
| Bouches-du-Rhône        | Jean-Noël Guérini            |       | F13   | Martine Vassal                         |                                        | UMP                                    |
| Calvados                | Jean-Léonce Dupont           |       | UDI   | Jean-Léonce Dupont                     |                                        | UDI                                    |
| Cantal                  | Vincent Descoeur             |       | UMP   | Vincent Descoeur                       |                                        | UMP                                    |
| Charente                | Michel Boutant               |       | PS    | François Bonneau                       |                                        | DVD                                    |
| Charente-Maritime       | Dominique Bussereau          |       | UMP   | Dominique Bussereau                    |                                        | UMP                                    |
| Cher                    | Jean-Pierre Saulnier         |       | PS    | Michel Autissier                       |                                        | UMP                                    |
| Corrèze                 | Gérard Bonnet                |       | PS    | Pascal Coste                           |                                        | UMP                                    |
| Corse-du-Sud            | Jean-Jacques Panunzi         |       | UMP   | Pierre-Jean Luciani                    |                                        | CCB                                    |
| Haute-Corse             | François Orlandi             |       | PRG   | François Orlandi                       |                                        | PRG                                    |
| Côte-d’Or               | François Sauvadet            |       | UDI   | François Sauvadet                      |                                        | UDI                                    |
| Côtes-d’Armor           | Claudy Lebreton              |       | PS    | Alain Cadec                            |                                        | UMP                                    |
| Creuse                  | Jean-Jacques Lozach          |       | PS    | Valérie Simonet                        |                                        | UMP                                    |
| Dordogne                | Bernard Cazeau               |       | PS    | Germinal Peiro                         |                                        | PS                                     |
| Doubs                   | Claude Jeannerot             |       | PS    | Christine Bouquin                      |                                        | DVD                                    |
| Drôme                   | Didier Guillaume             |       | PS    | Patrick Labaune                        |                                        | UMP                                    |
| Eure                    | Jean-Louis Destans           |       | PS    | Sébastien Lecornu                      |                                        | UMP                                    |
| Eure-et-Loir            | Albéric de Montgolfier       |       | UMP   | Albéric de Montgolfier                 |                                        | UMP                                    |
| Finistère               | Pierre Maille                |       | PS    | Nathalie Sarrabezolles                 |                                        | PS                                     |
| Gard                    | Jean Denat                   |       | PS    | Denis Bouad                            |                                        | PS                                     |
| Haute-Garonne           | Pierre Izard                 |       | PS    | Georges Méric                          |                                        | PS                                     |
| Gers                    | Philippe Martin              |       | PS    | Philippe Martin                        |                                        | PS                                     |
| Gironde                 | Philippe Madrelle            |       | PS    | Jean-Luc Gleyze                        |                                        | PS                                     |
| Hérault                 | André Vézinhet               |       | PS    | Kléber Mesquida                        |                                        | PS                                     |
| Ille-et-Vilaine         | Jean-Louis Tourenne          |       | PS    | Jean-Luc Chenut                        |                                        | PS                                     |
| Indre                   | Louis Pinton                 |       | UMP   | Louis Pinton                           |                                        | UMP                                    |
| Indre-et-Loire          | Frédéric Thomas              |       | PS    | Jean-Yves Couteau                      |                                        | UDI                                    |
| Isère                   | Alain Cottalorda             |       | PS    | Jean-Pierre Barbier                    |                                        | UMP                                    |
| Jura                    | Christophe Perny             |       | PS    | Clément Pernot                         |                                        | DVD                                    |
| Landes                  | Henri Emmanuelli             |       | PS    | Henri Emmanuelli                       |                                        | PS                                     |
| Loir-et-Cher            | Maurice Leroy                |       | UDI   | Maurice Leroy                          |                                        | UDI                                    |
| Loire                   | Bernard Bonne                |       | UMP   | Bernard Bonne                          |                                        | UMP                                    |
| Haute-Loire             | Jean-Pierre Marcon           |       | UDI   | Jean-Pierre Marcon                     |                                        | UDI                                    |
| Loire-Atlantique        | Philippe Grosvalet           |       | PS    | Philippe Grosvalet                     |                                        | PS                                     |
| Loiret                  | Éric Doligé                  |       | UMP   | Hugues Saury                           |                                        | UMP                                    |
| Lot                     | Serge Rigal                  |       | PS    | Serge Rigal                            |                                        | PS                                     |
| Lot-et-Garonne          | Pierre Camani                |       | PS    | Pierre Camani                          |                                        | PS                                     |
| Lozère                  | Jean-Paul Pourquier          |       | UMP   | Sophie Pantel                          |                                        | PS                                     |
| Maine-et-Loire          | Christian Gillet             |       | UDI   | Christian Gillet                       |                                        | UDI                                    |
| Manche                  | Jean-François Le Grand       |       | DVD   | Philippe Bas                           |                                        | UMP                                    |
| Marne                   | René-Paul Savary             |       | UMP   | René-Paul Savary                       |                                        | UMP                                    |
| Haute-Marne             | Bruno Sido                   |       | UMP   | Bruno Sido                             |                                        | UMP                                    |
| Mayenne                 | Olivier Richefou             |       | UDI   | Olivier Richefou                       |                                        | UDI                                    |
| Meurthe-et-Moselle      | Mathieu Klein                |       | PS    | Mathieu Klein                          |                                        | PS                                     |
| Meuse                   | Christian Namy               |       | UDI   | Claude Léonard                         |                                        | UMP                                    |
| Morbihan                | François Goulard             |       | UMP   | François Goulard                       |                                        | UMP                                    |
| Moselle                 | Patrick Weiten               |       | UDI   | Patrick Weiten                         |                                        | UDI                                    |
| Nièvre                  | Patrice Joly                 |       | PS    | Patrice Joly                           |                                        | PS                                     |
| Nord                    | Didier Manier                |       | PS    | Jean-René Lecerf                       |                                        | UMP                                    |
| Oise                    | Yves Rome                    |       | PS    | Édouard Courtial                       |                                        | UMP                                    |
| Orne                    | Alain Lambert                |       | UDI   | Alain Lambert                          |                                        | UDI                                    |
| Pas-de-Calais           | Michel Dagbert               |       | PS    | Michel Dagbert                         |                                        | PS                                     |
| Puy-de-Dôme             | Jean-Yves Gouttebel          |       | PRG   | Jean-Yves Gouttebel                    |                                        | PRG                                    |
| Pyrénées-Atlantiques    | Georges Labazée              |       | PS    | Jean-Jacques Lasserre                  |                                        | MoDem                                  |
| Hautes-Pyrénées         | Michel Pélieu                |       | PRG   | Michel Pélieu                          |                                        | PRG                                    |
| Pyrénées-Orientales     | Hermeline Malherbe           |       | PS    | Hermeline Malherbe                     |                                        | PS                                     |
| Bas-Rhin                | Guy-Dominique Kennel         |       | UMP   | Frédéric Bierry                        |                                        | UMP                                    |
| Haut-Rhin               | Charles Buttner              |       | UMP   | Éric Straumann                         |                                        | UMP                                    |
| Rhône                   | Danielle Chuzeville          |       | UDI   | Christophe Guilloteau                  |                                        | UMP                                    |
| Haute-Saône             | Yves Krattinger              |       | PS    | Yves Krattinger                        |                                        | PS                                     |
| Saône-et-Loire          | Rémi Chaintron               |       | PS    | André Accary                           |                                        | UMP                                    |
| Sarthe                  | Jean-Marie Geveaux           |       | UMP   | Dominique Le Mèner                     |                                        | UMP                                    |
| Savoie                  | Hervé Gaymard                |       | UMP   | Hervé Gaymard                          |                                        | UMP                                    |
| Haute-Savoie            | Christian Monteil            |       | DVD   | Christian Monteil                      |                                        | DVD                                    |
| Seine-Maritime          | Nicolas Rouly                |       | PS    | Pascal Martin                          |                                        | UDI                                    |
| Seine-et-Marne          | Vincent Eblé                 |       | PS    | Jean-Jacques Barbaux                   |                                        | UMP                                    |
| Yvelines                | Pierre Bédier                |       | UMP   | Pierre Bédier                          |                                        | UMP                                    |
| Deux-Sèvres             | Éric Gautier                 |       | PS    | Gilbert Favreau                        |                                        | UMP                                    |
| Somme                   | Christian Manable            |       | PS    | Laurent Somon                          |                                        | UMP                                    |
| Tarn                    | Thierry Carcenac             |       | PS    | Thierry Carcenac                       |                                        | PS                                     |
| Tarn-et-Garonne         | Jean-Michel Baylet           |       | PRG   | Christian Astruc                       |                                        | SE                                     |
| Var                     | Horace Lanfranchi            |       | UMP   | Marc Giraud                            |                                        | UMP                                    |
| Vaucluse                | Claude Haut                  |       | PS    | Maurice Chabert                        |                                        | UMP                                    |
| Vendée                  | Bruno Retailleau             |       | UMP   | Yves Auvinet                           |                                        | DVD                                    |
| Vienne                  | Claude Bertaud               |       | UMP   | Bruno Belin                            |                                        | UMP                                    |
| Haute-Vienne            | Marie-Françoise Pérol-Dumont |       | PS    | Jean-Claude Leblois                    |                                        | PS                                     |
| Vosges                  | Christian Poncelet           |       | UMP   | François Vannson                       |                                        | UMP                                    |
| Yonne                   | André Villiers               |       | UDI   | André Villiers                         |                                        | UDI                                    |
| Territoire de Belfort   | Yves Ackermann               |       | PS    | Florian Bouquet                        |                                        | UMP                                    |
| Essonne                 | Jérôme Guedj                 |       | PS    | François Durovray                      |                                        | UMP                                    |
| Hauts-de-Seine          | Patrick Devedjian            |       | UMP   | Patrick Devedjian                      |                                        | UMP                                    |
| Seine-Saint-Denis       | Stéphane Troussel            |       | PS    | Stéphane Troussel                      |                                        | PS                                     |
| Val-de-Marne            | Christian Favier             |       | PCF   | Christian Favier                       |                                        | PCF                                    |
| Val-d’Oise              | Arnaud Bazin                 |       | DVD   | Arnaud Bazin                           |                                        | DVD                                    |
| Guadeloupe              | Jacques Gillot               |       | GUSR  | Josette Borel-Lincertin                |                                        | PS                                     |
| Guyane                  | Alain Tien-Liong             |       | MDES  | Mandat prolongé jusqu'en décembre 2015 | Mandat prolongé jusqu'en décembre 2015 | Mandat prolongé jusqu'en décembre 2015 |
| Martinique              | Josette Manin                |       | BPM   | Mandat prolongé jusqu'en décembre 2015 | Mandat prolongé jusqu'en décembre 2015 | Mandat prolongé jusqu'en décembre 2015 |
| La Réunion              | Nassimah Dindar              |       | UDI   | Nassimah Dindar                        |                                        | UDI                                    |
| Mayotte                 | Daniel Zaïdani               |       | DVG   | Soibahadine Ibrahim Ramadani           |                                        | UMP                                    |

## Organisation technique
Des ordinateurs de vote ont été utilisés dans 65 communes, c'est-à-dire par 1,3 million d'électeurs. En moyenne, les différences entre nombre de votes et nombre d'émargements ont été 3,5 à 4,5 fois plus importantes dans les bureaux de vote équipés d'ordinateurs de vote par rapport à des bureaux de vote équipés d'urnes et situés dans des villes comparables .